# Regione di Tchologo
La regione di Tchologo è una delle 31 regioni della Costa d'Avorio. Situata nel distretto di Savanes, ha per capoluogo la città di Ferkessédougou ed è suddivisa  in tre dipartimenti: Ferkessédougou, Kong e Ouangolodougou.
La popolazione censita nel 2014 era pari a  467.958 abitanti.